# Scotargus secundus
Scotargus secundus là một loài nhện trong họ Linyphiidae.
Loài này thuộc chi Scotargus. Scotargus secundus được Jörg Wunderlich miêu tả năm 1987.